# Juche
Le juche, ou juché (en coréen : 주체사상, romanisation nord-coréenne : Juchesasang, API : /tɕu.tɕʰe/, litt., « pensée du corps-maître ») est une idéologie autocratique qui fonde le régime de la république populaire démocratique de Corée, conçue par son premier dirigeant Kim Il-sung. Elle guide les activités du Parti du travail de Corée, dominant en Corée du Nord, et du Front démocratique national anti-impérialiste en Corée du Sud, et a vocation à diriger le destin de chaque citoyen. L'idéologie du juche est accompagnée par une propagande intensive, dont l'un des aspects les plus saillants est un culte de la personnalité autour de la dynastie Kim.
Cette idéologie prône le mouvement de la nation vers le chaju (« indépendance ») à travers la construction du charip (« économie nationale ») et l'accent mis sur le chawi (« autodéfense »). Cette idéologie est ainsi portée par trois axes : l'indépendance politique, par l'exaltation de l'ethno-nationalisme coréen et la domination d'un leader coréen fort, l'autosuffisance économique, par la mise en place d'une économie socialiste de type autarcique, et l'autonomie militaire, par une militarisation tous azimuts de la société coréenne,.
Le mot jucheseong, dans le langage courant coréen, veut lui-même à la fois dire « autonomie », « indépendance » et « initiative ». La doctrine du juche est inscrite dans la constitution de la Corée du Nord depuis 1972.

## Histoire
Le terme de juche apparaît la première fois dans les textes de l'historien nationaliste Shin Chae-ho (1880 – 1936) pendant la colonisation japonaise, inscrivant le terme juche en opposition à la dépendance par la dynastie Yi, et les colons japonais (antithèse de la notion de sadae juui). Durant le XIXe siècle, cette pensée s’inscrit en opposition au confucianisme qui prône la soumission traditionnelle au puissant, raisonnant dans ses relations avec la Chine (la puissante Chine face à la petite Corée).
Les racines de cette idéologie, née avant la mise en avant par le régime nord-coréen, eurent comme socle commun le nationalisme de la Corée et de son peuple (l'ethnie coréenne). Elle a amené les Coréens à rejoindre le camp communiste au Nord, ou, pour ceux privilégiant la voie libérale et capitaliste, à se tourner vers le Sud.
Cette doctrine est marquée par l'empreinte du nationalisme ethnico-culturel, née du long passé d'invasion de la Corée par des puissances étrangères.
Le mot de juche a été repris par Kim Il-sung en mai 1955, lors d'une réunion du Parti des travailleurs, pour réinterpréter de façon créative le marxisme-léninisme.
Cette idéologie a été baptisée ainsi par un de ses principaux théoriciens, le Nord-Coréen Hwang Jang-yop. Celui-ci fait défection, en se réfugiant à l'ambassade de Corée du Sud à Pékin en février 1997.

Kim Il-sung, le fondateur de l'idéologie du juche.

## Doctrine
La doctrine du juche reprend les idées du communisme, qui prône une société sans classes et repose également sur le principe d'indépendance politique, d'autosuffisance économique et d'autonomie militaire. Elle a comme objectif la réunification avec la Corée du Sud. Selon le discours officiel de la Corée du Nord, « la prémisse idéologique et théorique des idées du juche réside dans l’idéologie et l'aspiration marxistes-léninistes ». La doctrine du juche constitue cependant « une nouvelle idéologie révolutionnaire originale », Kim Il-sung ayant perçu les limites historiques du marxisme-léninisme, « découvert les nouveaux principes de la révolution » et « formé le noyau des idées du juche, idées révolutionnaires de la souveraineté ». Le Juche diffère donc sensiblement du communisme dans le sens qu'il ne considère pas le marxisme-léninisme comme une fin en soi, en vue d'une utopie prolétarienne, mais simplement comme un moyen, qui peut être réformé.
Ainsi, en 1980, le Parti du travail de Corée révise sa charte pour remplacer les concepts de Marx et Lénine par ceux de Kim Il-sung. La Constitution du 9 avril 1992 supprime toute référence au marxisme-léninisme et à la dictature du prolétariat, et accentue les références au concept coréen de juche. Dans sa version datant de 2009, le préambule de la Constitution définit la république populaire démocratique de Corée comme « la patrie socialiste du juche incarnant les idées et les directives du président Kim Il-sung, grand Leader » ; cette version supprime toute référence au communisme et introduit également le concept de Songun, dû à Kim Jong-il. Les statues de Marx et Lénine qui figuraient sur la place Kim Il-sung ont été retirées en 2012. D'après la BBC, certains livres traitant de Marx ou de Lénine sont désormais interdits dans le pays, car ils pourraient proposer une autre vision du communisme.
D'après le site officiel Naenara, « les idées du juche peuvent se résumer à ceci : le peuple est le maître de la révolution et du développement du pays et a les capacités à les promouvoir. Ces idées reposent sur le principe philosophique selon lequel l'homme est maître de tout et décide de tout. Les idées du juche présentent une conception du monde axée sur l'homme et une philosophie politique visant à réaliser la souveraineté des masses populaires, c'est-à-dire une philosophie précisant le fondement de la politique qui permet de conduire la société à son développement par la voie la plus droite ».
La politique de songun a été développée par Kim Jong-il depuis 1995 comme prolongement des idées du juche.

## Monuments au juche
À l'occasion du 70e anniversaire du président Kim Il-sung, en 1982, la tour du Juche a été érigée à Pyongyang.
En 1995 est érigé à Pyongyang le monument à la fondation du parti représentant un marteau, un pinceau et une faucille, symboles du Parti du travail de Corée et des idées du juche. Ces trois attributs représentent respectivement l'ouvrier, l'intellectuel et le paysan.

## Retentissement et ramifications hors de Corée

### Association d'amitié avec la Corée du Nord et groupes d'étude du Juche
Il existe des associations dont le but est de soutenir politiquement la Corée du Nord, elles comportent parfois des groupes d'étude dédiée à la défense et à l'apprentissage des différentes doctrines de l'idéologie du Juche. On retrouve ces associations en Argentine, au Bengladesh, au Brésil, au Cambodge, au Chili, en Espagne, aux États-Unis d'Amérique, en Finlande, en Irlande, en Italie, à Malte, au Népal, au Nigéria, aux Pays-bas, au Pérou, en Roumanie, au Royaume-Uni, en Russie, en République Tchèque, en Slovénie, en Suisse, en Suède, en Thaïlande et en Ukraine.
Les ressources pour l'apprentissage de l'idéologie du Juche proviennent soit de la bibliothèque des Éditions en langue étrangères de Pyongyang ou des cours disponibles sur le site de l'Association des hommes de sciences sociales de Corée.

### Au Népal
En 2016, le Parti des travailleurs et des paysans du Népal a désigné le Juche comme étant son idée directrice.

### En France
En France, depuis 1969, l'Association d’amitié franco-coréenne, composée de cent cinquante adhérents, principalement des militants communistes, défend l'image du régime nord-coréen et vise à la création de liens diplomatiques entre les deux pays. Son vice-président Benoît Quennedey a publié deux ouvrages à ce sujet, L'économie de la Corée du Nord en 2012 : Naissance d'un nouveau dragon asiatique ?, ainsi que La Corée du Nord, cette inconnue : un essai de décryptage de la République populaire démocratique de Corée.
Deux prétendus « partis » informels, le « Parti Juchéen », et le « Parti Juche de France »,, se réclameraient aussi du régime de Pyongyang. L'un comme l'autre ne sont déclarés, ni comme associations ni comme partis politiques,,. En 2018, Marie-Perrine Tanguy, journaliste à Libération, déclare à leur sujet qu'il n'existe que « des comptes twitter et sites Internet administrés par des anonymes dont il est impossible de mesurer le sérieux ». Il s'agirait en réalité d'une « mauvaise blague potache ».